# Jacek Wilk

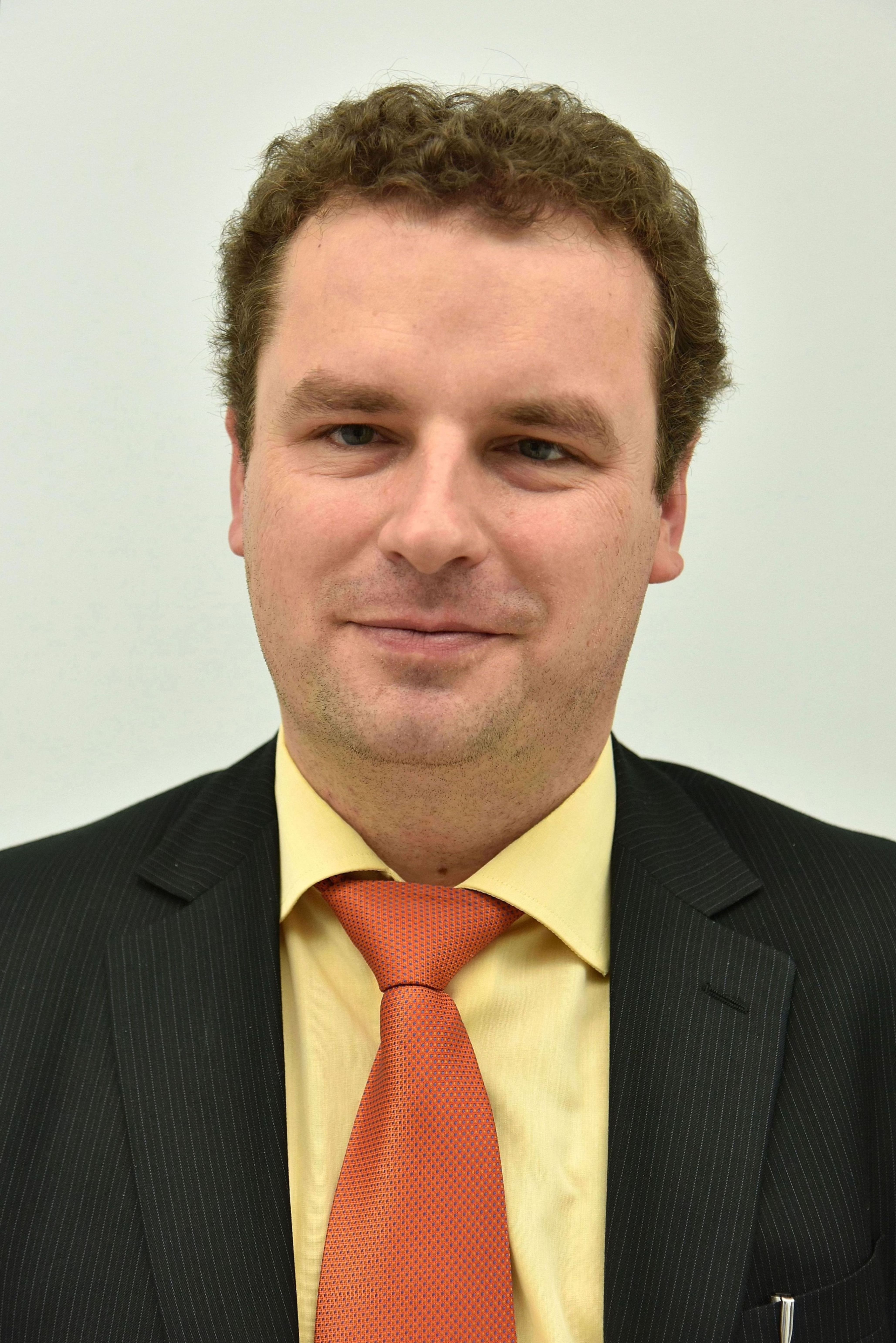
Jacek Wilk

Jacek Wilk (* 17. August 1974 in Kocina) ist ein polnischer Politiker, Anwalt und Wirtschaftswissenschaftler. Er war seit 2015  Abgeordneter des Sejm in der 8. und 9.  Wahlperiode.  2023 konnte er kein Mandat erringen.

## Leben
Jacek Wilk ist Absolvent des Bartłomiej-Nowodworski-Gymnasiums in Krakau. 1998 beendete er ein Masterstudium im Bereich internationale Wirtschafts- und Politikbeziehungen sowie Bankwesen an der SGH. Im darauffolgenden Jahr studierte Wilk an der Fakultät für Recht und Verwaltung der Universität Warschau. 2001 absolvierte er ein Aufbaustudium der Rechtswissenschaften im Rahmen eines Stipendiums an der Erasmus-Universität Rotterdam. Von 2001 bis 2005 durchlief er das Rechtsreferendariat in Warschau und begann mit einem Promotionsstudium. Er arbeitete in verschiedenen Beraterfirmen und Anwaltskanzleien, bis er schließlich im Jahre 2005 seine eigene Kanzlei gründete.
Im Mai 2011 trat er dem Kongres Nowej Prawicy bei und wurde am 23. August 2013 zum stellvertretenden Vorsitzenden ernannt. Diese Funktion führte er für ungefähr ein Jahr aus. Bei der Parlamentswahl 2011 sowie der Europawahl 2014 gelang es ihm nicht in den Sejm gewählt zu werden. Er kandidierte, nach dem Ausscheiden von Janusz Korwin-Mikke, für das Präsidentschaftsamt als Repräsentant des KNP. Jacek Wilk belegte den vorletzten Platz unter elf Bewerbern und erhielt 0,46 % der Wählerstimmen. Ihm gelang es ein Mandat bei der Parlamentswahl 2015 von der Liste der Bewegung Kukiz’15 zu erzielen. Im November 2017 trat er der Wolność um Korwin-Mikke bei und ist nach seinem Austritt aus der Kukiz-Fraktion parteiloser Abgeordneter. Im Jahr 2019 errang er ein Mandat im Sejm für die rechte Konfederacja, wurde deren Fraktionsvorsitzender und stellte sich für die Europawahl zur Verfügung. 2023 gelang ihm der Wiedereinzug ins polnische Parlament nicht.
Im Juni 2025 schloss sich Wilk der Konföderation der polnischen Krone von Grzegorz Braun an.